# Austrogomphus ochraceus
Austrogomphus ochraceus là loài chuồn chuồn trong họ Gomphidae. Loài này được Selys mô tả khoa học đầu tiên năm 1869.

## Hình ảnh

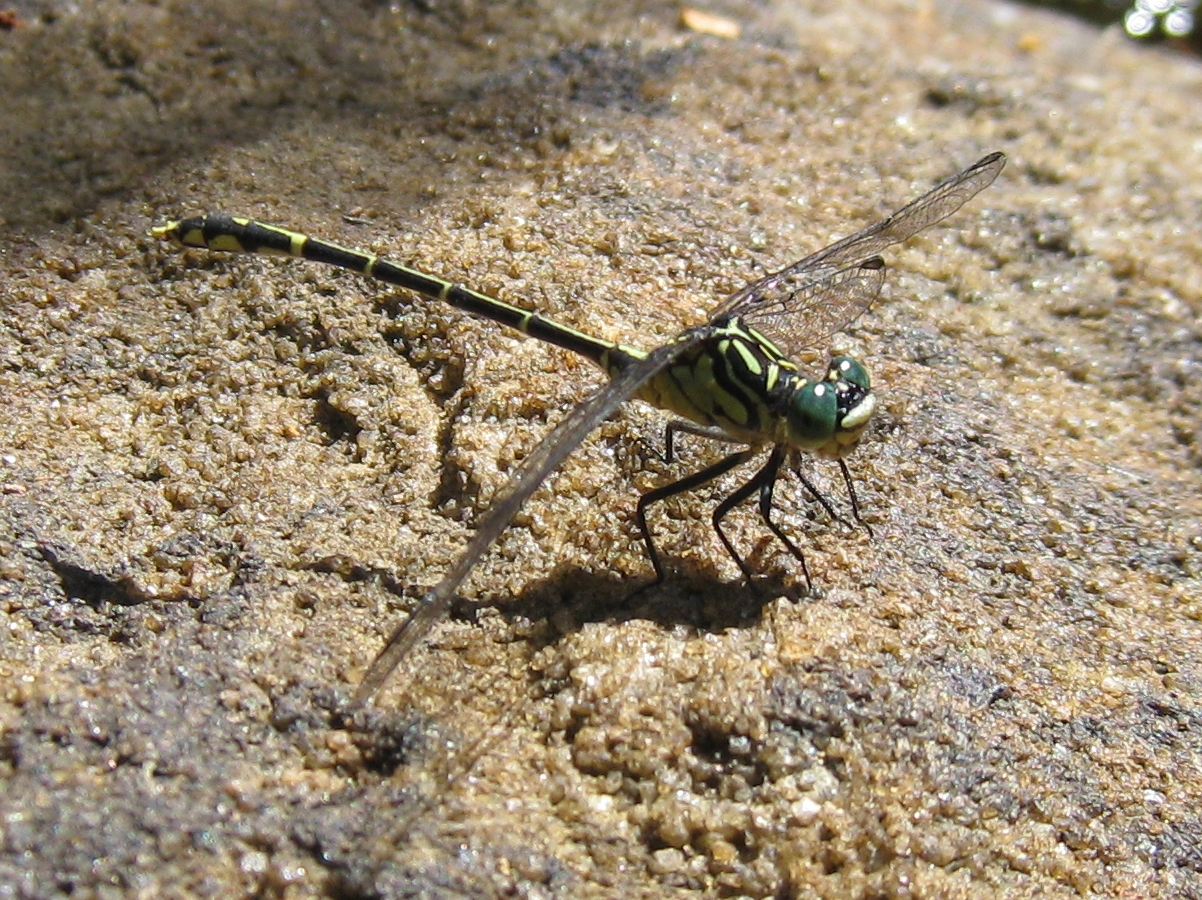